# 세키시바촌
세키시바촌(関柴村)은 후쿠시마현 야마군에 있던 촌이다. 1954년 3월 31일 세키시바촌 등 8개 정·촌이 합병하여 기타카타시가 신설되고 폐지되었다.

## 역사
- 1889년 4월 1일 - 정촌제 시행에 의해 야마군 7촌의 구역으로 성립하였다.
- 1954년 3월 31일 - 세키시바촌 및 기타카타정, 마쓰야마촌, 이와쓰키촌, 세키시바촌, 게이토쿠촌, 도요카와촌, 구마구라촌, 가미산노미야촌 등 8개 정·촌이 합병하여 기타카타시가 신설되고 폐지되었다.

## 참고 문헌
- 角川日本地名大辞典 7 福島県